# Stanisław Maciej Zawadzki
Stanisław Maciej Zawadzki (ur. 8 czerwca 1929, zm. 22 kwietnia 2001) – polski ekonomista, profesor doktor habilitowany.

## Życiorys
W latach 1953–1955 ukończył studia ekonomiczne i planowania w Szkole Głównej Planowania i Statystyki. Obronił pracę doktorską, następnie uzyskał stopień doktora habilitowanego. W 1974 nadano mu tytuł profesora w zakresie nauk ekonomicznych.
Został zatrudniony w Katedrze Ekonomii Rozwoju i Polityki Ekonomicznej, Kolegium Analiz Ekonomicznych Szkole Głównej Handlowej, oraz był członkiem Komitetu Przestrzennego Zagospodarowania Kraju Prezydium Polskiej Akademii Nauk.
Zmarł 22 kwietnia 2001. Pochowany na Cmentarzu Wojskowym na Powązkach.